# Lobeza fassli
Lobeza fassli är en fjärilsart som beskrevs av Paul Dognin 1922. Lobeza fassli ingår i släktet Lobeza och familjen tandspinnare. Inga underarter finns listade i Catalogue of Life.